# 金星煥 (政治家)
金星煥（김성환、キム・ソンファン、1954年4月13日 - ）は、韓国の外交官、政治家。外交通商部長官（第36代）を務めた。

## 経歴
- 京畿高等学校卒業
- 1976年 ソウル大学校卒業
- 2000年 外交通商部北米局審議官
- 2001年 外交通商部北米局局長
- 2002年 駐ウズベキスタン大使
- 2005年 外交通商部企画管理室室長
- 2006年 駐オーストリア大使
- 2008年3月 外交通商部第2次官
- 2008年6月 外交安保首席秘書官（ - 2010年10月）

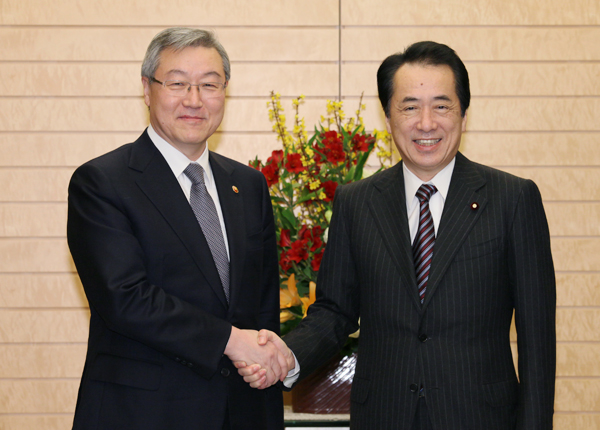
2011年、菅直人首相と握手する

- 2010年10月8日 大韓民国外交通商部長官（第36代、- 2013年3月）

## 外交通商部長官就任
2010年9月4日に柳明桓外交通商部長官が長女の縁故採用疑惑で引責辞任したため、10月1日に李明博大統領より後任に指名された。10月7日の人事聴聞会を経て、翌8日に就任した。